# Патраково (Коми)
Патраково — деревня в Удорском районе Республики Коми в составе сельского поселения Большая Пысса.

## География
Расположено на правом берегу реки Мезень на расстоянии примерно 67 км по прямой на север от районного центра села Кослан.

## История
Известна с 1646 года как деревня Патракейка, позже Патрекеевская или Патраковская (Патраково).

## Население
Постоянное население составляло 17 человек (коми 100 %) в 2002 году, 10 в 2010.